# I Luciferi
I Luciferi är det sjunde studioalbumet av den amerikanska hårdrocksgruppen Danzig. Skivan gavs ut i maj 2002 på skivbolaget Spitfire Records.

## Låtlista
1. "Unendlich" - 1:51
2. "Black Mass" - 4:58
3. "Wicked Pussycat" - 4:03
4. "God of Light" - 3:39
5. "Liber Skull" - 5:45
6. "Dead Inside" - 5:16
7. "Kiss the Skull" - 4:11
8. "I Luciferi" - 3:15
9. "Naked Witch" - 3:55
10. "Angel Blake" - 3:35
11. "The Coldest Sun" - 3:59
12. "Halo Goddess Bone" - 4:29
13. "Without Light, I Am" - 5:32

## Musiker
- Glenn Danzig - sång, gitarr, keyboard
- Joey Castillo - trummor
- Todd Youth - gitarr
- Howie Pyro - bas